# Carla Cassola
Carla Cassola, née le 15 décembre 1947 à Taormine en Sicile et morte le 24 juillet 2022 à Rome, est une actrice italienne.

## Filmographie
- 1966 : Death Rides a Horse : Betsy
- 1968 : The Howl
- 1968 : Barbarella
- 1970 : The Year of the Cannibals
- 1970 : Fermate il mondo... voglio scendere!
- 1970 : Gradiva
- 1975 : Prete, fai un miracolo
- 1975 : Un génie, deux associés, une cloche (Un genio, due compari, un pollo) de Damiano Damiani
- 1988 : Donna d'ombra : la mère de Carla
- 1989 : Luisa, Carla, Lorenza e... le affettuose lontananze : Irene
- 1989 : Lo zio indegno de Franco Brusati
- 1990 : La Nuit fantastique des morts-vivants (Le notti erotiche dei morti viventi) de Joe D'Amato : Lilla la médium
- 1990 : Captain America : Maria Vaselli
- 1991 : La Secte (La setta) : Dr Pernath
- 1991 : Il nodo alla cravatta
- 1991 : Year of the Gun, l'année de plomb : Lena
- 1991 : La Riffa de Francesco Laudadio
- 1992 : Alibi perfetto (Circle of Fear) : avocat
- 1992 : Volevamo essere gli U2 (it) d'Andrea Barzini : la mère de Matteo
- 1993 : Sans pouvoir le dire (Dove siete? Io sono qui) de Liliana Cavani : professeure Martini
- 1994 : Même heure, l'année prochaine (Tutti gli anni una volta l'anno) de Gianfrancesco Lazotti : Annamaria
- 1994 : Le Rêve du papillon (Il sogno della farfalla) de Marco Bellocchio : La seconda vecchia
- 1994 : La primavera negli occhi
- 1996 : Escoriandoli (it)
- 1996 : Poor But Beautiful : la mère de Luca
- 1998 : Dangerous Beauty : Caterina
- 1998 : Rehearsals for War : la voix de la mère
- 2000 : Nora : Signora Canarutto
- 2005 : Viola fondente (court métrage) : Maria
- 2005 : The Torturer : Carla Sherba
- 2006 : In ascolto : Tina Longardo
- 2007 : Il pugile e la ballerina : la mère de Carletto
- 2019 : L'Homme du labyrinthe (L'uomo del labirinto) de Donato Carrisi : madame Wilson

### Télévision
- 1978 : L'uomo difficile (téléfilm) : Huberta, l'amie d'Antoinette
- 1980 : Il giovane dottor Freud (mini-série)
- 1981 : George Sand (mini-série) : Jessie White Mario
- 1984 : ...e la vita continua (mini-série) : Shelley
- 1989 : La casa nel tempo d'Umberto Lenzi (téléfilm) : Maria
- 1989 : È proibito ballare (téléfilm)
- 1990 : TECX (série télévisée) : Sylvana
- 1990 : Non aprite all'uomo nero (téléfilm)
- 1998 : Il maresciallo Rocca (série télévisée) : Anna Ghezzi
- 1999 : Excellent Cadavers (téléfilm) : la femme de Chinnici
- 2001 : Soldati di pace (téléfilm) : Nadeszda Jukovic
- 2003 : Tutti i sogni del mondo (mini-série)
- 2005 : Briciole (téléfilm)
- 2005 : De Gasperi, l'uomo della speranza (téléfilm)
- 2007 : The Girls of San Frediano (téléfilm) : Bruna
- 2008 : Coco Chanel (téléfilm) : la mère supérieure
- 2010 : My House Is Full of Mirrors (téléfilm) : Luisa Villani
- 2010 : Pope Pius XII (téléfilm) : la mère supérieure
- 2011 : STUCK: The Chronicles of David Rea (série télévisée)
- 2012 : Never for Love (mini-série) : Miriana
- 2014 : Madre, aiutami. (mini-série)
- 2014 : Francesco (téléfilm) : la mère du lépreux